# تساخیاگین البگدورج
تساخیاگین البگ‌دورج (به مغولی: Цахиагийн Элбэгдорж) (زادهٔ ۳۰ مارس ۱۹۶۳) رئیس‌جمهور پیشین کشور مغولستان است. وی در انتخابات سال ۲۰۰۹ مغولستان موفق به أخذ آرا و رسیدن به مقام ریاست جمهوری شد.
البگدورج در انقلاب دموکراتیک ۱۹۹۰ مغولستان که به سلطهٔ ۶۵ سالهٔ کمونیسم در این کشور پایان داد حضور داشت.
وی همچنین به‌مدت چند ماه در ۱۹۹۸ و از سال ۲۰۰۴ تا ۲۰۰۶ در سمت نخست‌وزیری مغولستان بود.